# Escorxador d'Agramunt
L'Escorxador d'Agramunt és un edifici del municipi d'Agramunt (Urgell) protegit com a bé cultural d'interès local.

## Descripció
L'antic escorxador d'Agramunt consta d'un conjunt d'edificis adossats en forma d'U. S'hi accedeix a l'edifici per un portal de pedra que condueix a un pati central al voltant del qual es distribueixen els diferents cossos. L'edifici presenta teulades de teula àrab que són a dues vessants i a una vessant segons l'espai a cobrir. Les obertures són de forma diversa, trobem finestres amb muntants i llindes de pedra vista, així com balcons de les mateixes característiques amb baranes de ferro. Per alçada destaca la torreta, situada a la dreta de l'accés al recinte, amb teulada a quatre vessants. L'edifici és fet d'obra i pintat, tot i que en algunes zones de l'exterior està marcat un sòcol d'aplacat de pedra.

## Història
L'antic Escorxador d'Agramunt va ser construït el 1946 pel centre de Regiones. Devastadas instal·lat a la vila amb l'objectiu de reconstruir-la un cop finalitzada la Guerra Civil. El seu arquitecte, Lluís Domènech Torres, net del reconegut arquitecte modernista Lluís Domènech i Montaner, també es va encarregar de dissenyar el mercat municipal, actual seu de l'Espai Guinovart. A la dècada dels 90 del segle xx va cessar l'activitat per a la qual va ser construït i l'edifici, de 876,7 metres quadrats construïts, entra en desús.